# Кармацкое сельское поселение
Кармацкое се́льское поселе́ние — муниципальное образование в Аромашевском районе Тюменской области Российской Федерации.
Административный центр — деревня Кармацкая.

## История
Статус и границы сельского поселения установлены Законом Тюменской области от 5 ноября 2004 года № 263 «Об установлении границ муниципальных образований Тюменской области и наделении их статусом муниципального района, городского округа и сельского поселения».

## Население
| 2010 | 2011 | 2012 | 2013 | 2014 | 2015 | 2016 |
| ---- | ---- | ---- | ---- | ---- | ---- | ---- |
| 534  | ↘531 | ↘517 | ↘486 | ↘446 | ↘423 | ↘420 |
| 2017 | 2018 | 2019 | 2020 | 2021 | 2023 |      |
| ↗421 | ↘401 | ↘391 | ↘387 | ↘381 | ↘362 |      |

## Состав сельского поселения
| № | Населённый пункт | Тип населённого пункта          | Население |
| - | ---------------- | ------------------------------- | --------- |
| 1 | Бобровка         | деревня                         | ↘56       |
| 2 | Кармацкая        | деревня, административный центр | ↘340      |
| 3 | Смородиновка     | деревня                         | ↘138      |